# Gesellschaft für Agrargeschichte
Die Gesellschaft für Agrargeschichte (GfA) ist eine 1953 im Umfeld der Hochschule Stuttgart-Hohenheim gegründete Fachgesellschaft.
Das Ziel des Vereins ist die Erforschung der Agrargeschichte, die Information der interessierten Öffentlichkeit und die Herstellung von Kontakten. Vor allem unter der Ägide des Agrarhistorikers Günther Franz seit Ende der 1950er Jahre hatte die Gesellschaft erhebliche Bedeutung für die Neuausrichtung der Agrargeschichte. Dazu trug nicht zuletzt die vom Verein herausgegebene Zeitschrift für Agrargeschichte und Agrarsoziologie (ZAA) bei. Der Verein, insbesondere die Initiative Agrarkulturerbe, ist die Sammelstelle agrarhistorischen Materials in Deutschland. 
Die GfA hat die Mitglieder des aufgelösten Arbeitskreises für Agrargeschichte zum Beitritt eingeladen, hat ihren Sitz in Frankfurt am Main und ist Mitglied in der Europäischen Organisation für ländliche Geschichte. 
Die GfA führt eine von Max Güntz angestoßene Initiative fort, Informationen über die Entwicklung der Landwirtschaft zu sammeln und zu publizieren. Vorläufer der ZAA war seit 1902 die Zeitschrift Landwirtschaftlich-Historische Blätter, die seit 1904 in der Gesellschaft für Geschichte und Literatur der Landwirtschaft publiziert wurde und zwischen 1913 und 1942 unter dem Titel Jahrbuch der Gesellschaft für Geschichte und Literatur der Landwirtschaft erschien.

## Zeitschrift der Gesellschaft
- Zeitschrift für Agrargeschichte und Agrarsoziologie (ZAA)